# Ramón Julián Puigblanqué

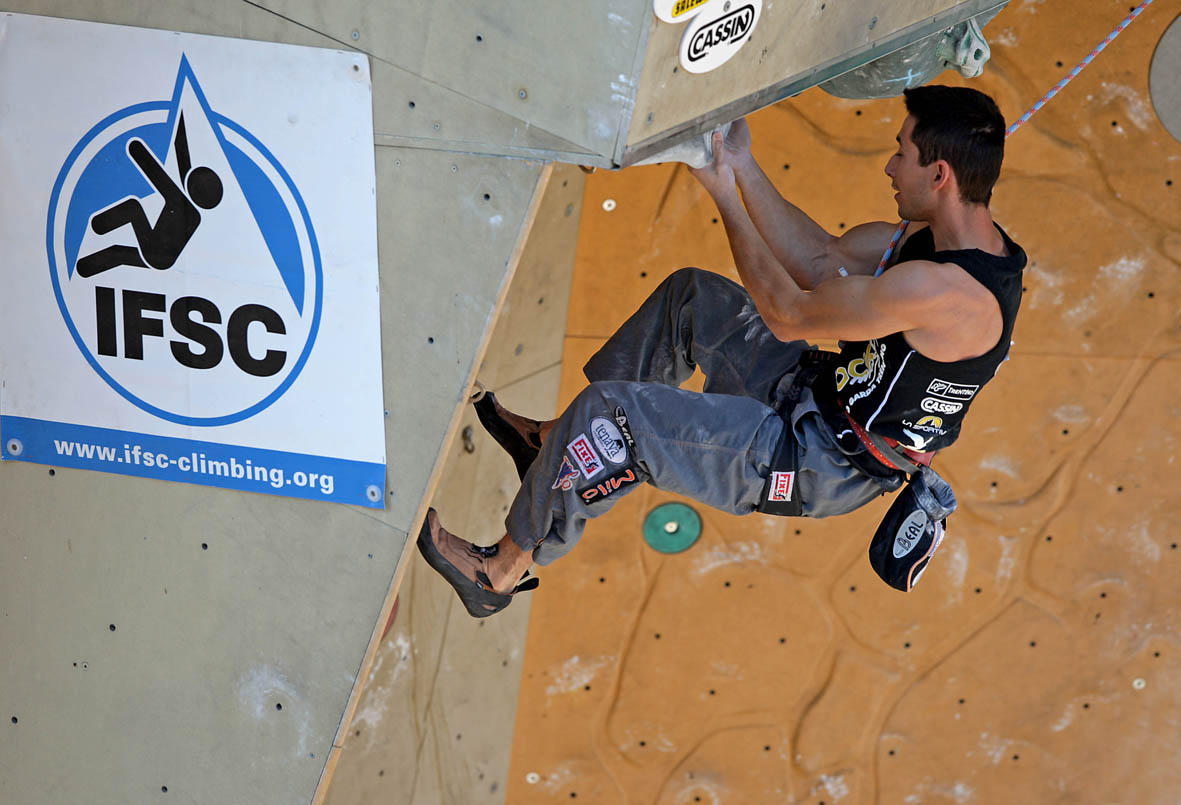
Ramón Julián Puigblanque podczas zawodów wspinaczkowych pucharu świata IFSC 2007.

Ramón Julián Puigblanqué (Calldetenes, ur. 9 listopada 1981; pseudonim Ramonet, czyli mały Ramon w jęz. katal.) – hiszpański wspinacz sportowy.  Specjalizował się w prowadzeniu oraz we wspinaczce klasycznej. Dwukrotny mistrz świata, trzykrotny mistrz Europy we wspinaczce sportowej w konkurencji prowadzenia.  

## Kariera sportowa
Autor pierwszego klasycznego przejścia drogi wspinaczkowej La Rambla (9a+). Mistrz świata we wspinaczce sportowej w konkurencji prowadzenie w roku 2007 oraz w 2011.
Multimedalista we wspinaczce sportowej w konkurencji prowadzenie (łącznie 9 medali w tym 6 złotych, 2 srebrne oraz 1 brązowy) w latach 2001 - 2018:
- Mistrzostwa świata (3 medale);
  - mistrzostwo świata (2x) – 2007, 2011,
  - wicemistrzostwo świata (1x) – 2014.
- Mistrzostwa Europy (5 medali);
  - mistrzostwo Europy (3x) – 2004, 2010 oraz 2015
  - wicemistrzostwo Europy (1x) –  oraz w 2013,
  - brązowy medal mistrzostw Europy (1x) – 2002.

Wielokrotny uczestnik World Games; w 2005 w Duisburgu (zajął 6 miejsce), w 2009 w Kaohsiung (5 m.),  w 2013 w Cali (zdobył złoty medal) we Wrocławiu w 2017 zajął 9 miejsce w konkurencji prowadzenia.
Wielokrotny uczestnik, medalista prestiżowych zawodów wspinaczkowych Rock Master we włoskim Arco, gdzie zdobył ogółem 9 medali; w tym 7 złotych, 1 srebrny i 1 brązowy. 
 Puigblanqué z 7 zwycięstwami w zawodach wspinaczkowych w Rock Masters jest współrekordzistą z Adamem Ondrą wśród mężczyzn pod względem ilości wygranych. Czech też wygrał siedem razy te zawody w Arco w konkurencji; duel (6x) oraz w boulderingu (1x).

## Osiągnięcia

### Wyniki w zawodach
| Data       | Konkurencja | Nazwa zawodów          | Miejsce   | Pozycja |
| ---------- | ----------- | ---------------------- | --------- | ------- |
| 05.09.2009 | prowadzenie | Rock Master            | Arco      | 1.      |
| 08.08.2009 | prowadzenie | IFSC Climbing Worldcup | Barcelona | 2.      |
| 26.09.2008 | prowadzenie | IFSC Climbing Worldcup | Puurs     | 1.      |
| 19.09.2008 | prowadzenie | IFSC Climbing Worldcup | Imst      | 2.      |
| 28.09.2007 | prowadzenie | IFSC Climbing Worldcup | Puurs     | 1.      |
| 17.09.2007 | prowadzenie | Mistrzostwa świata     | Avilés    | złoto   |
| 08.09.2007 | prowadzenie | Rock Master            | Arco      | 1.      |

Źródło:

### Mistrzostwa świata
| Konkurencje | 2001 | 2003 | 2005 | 2007 | 2009 | 2011 | 2012 | 2014 | 2016 | 2018 |
| ----------- | ---- | ---- | ---- | ---- | ---- | ---- | ---- | ---- | ---- | ---- |
| Prowadzenie | 6    | 7    | 10   | 1    | 16   | 1    | 4    | 2    | 9    | 48   |

### World Games
| Konkurencje | 2005 | 2009 | 2013 | 2017 |
| Prowadzenie | 6    | 5    | 1    | 9    |

### Mistrzostwa Europy
| Konkurencje | 2002 | 2004 | 2006 | 2008 | 2010 | 2013 | 2015 |
| Prowadzenie | 3    | 1    | 30   | 5    | 1    | 2    | 1    |

### Rock Master
| Konkurencje | 2002           | 2003           | 2004           | 2005           | 2006           | 2007           | 2008           | 2009           | 2010 | 2011 | 2012 | 2013 | 2014 | 2015 | 2016 |
| Prowadzenie | 6              | 3              | 5              | 1              | 1              | 1              | 2              | 1              | 1    | —    | 1    | 1    | 11   | —    | 8    |
| Duel        | nie rozgrywano | nie rozgrywano | nie rozgrywano | nie rozgrywano | nie rozgrywano | nie rozgrywano | nie rozgrywano | nie rozgrywano | 6    | 6    | 4    | 8    | —    | 8    | —    |